# Aponurus californicus
Aponurus californicus är en plattmaskart. Aponurus californicus ingår i släktet Aponurus och familjen Hemiuridae. Inga underarter finns listade i Catalogue of Life.